# Miles Aerovan
Die Miles M.57 Aerovan war ein zweimotoriges Transportflugzeug des britischen Herstellers Miles Aircraft. Es wurde von kommerziellen und militärischen Betreibern für Fracht-, Passagier- und Rundflüge eingesetzt.

## Entwicklung und Konstruktion
Die Miles M.57 Aerovan war ein zweimotoriger Schulterdecker aus kunststoffbeschichtetem Sperrholz und Metallteilen. Sie verfügte über ein festes Bugradfahrwerk und ein Dreifachleitwerk, das an das Leitwerk der Miles Messenger erinnert. Der Rumpf bestand aus einer Gondel und einem Heckausleger mit dem Leitwerk. Die zwei Piloten saßen unter einer großen Kabinenhaube aus Perspex, die die komplette obere Hälfte des Bugs bildete. Je nach Version boten vier oder fünf Fenster auf jeder Seite Aussicht für die Passagiere. Die Aerovan konnte Fracht in der Größe eines Familienautos aufnehmen, die durch Halbschalentüren am Heck verladen wurde. Der Prototyp wurde in der Fabrik von Miles Aircraft in Woodley in Berkshire entwickelt und gebaut und absolvierte seinen Jungfernflug mit dem Testpiloten Tommy Rose am Steuer am 26. Januar 1945.
Die Serienproduktion der Aerovan begann im Jahr 1946 hauptsächlich für den zivilen Markt, obwohl einige Exemplare auch kurzzeitig bei den Israelischen Luftstreitkräften und der Royal New Zealand Air Force eingesetzt wurden. Die Produktion wurde Ende 1947 eingestellt. Der Entwurf wurde an ein französisches Unternehmen lizenziert, aber dort nie gebaut. Eine Maschine der Royal New Zealand Air Force wurde wenig erfolgreich zum Sprühen von Dünger umgebaut, eine zweite für aeromagnetische Vermessungen. Eine Aerovan 4 wurde 1957 unter der Bezeichnung HDM.105 zu Forschungszwecken mit stark gestreckten Tragflächen von Hurel-Dubois ausgerüstet. Der Prototyp der Aerovan wurde später unter der Bezeichnung Mark 1 mit Nachbauten des Turboproptriebwerks Armstrong Siddeley Mamba im Maßstab 1:1,2 ausgerüstet und für die Entwicklung der Miles Marathon verwendet.

## Nutzung
Die meisten Aerovan 3 und 4 wurden von Passagier-, Fracht- und Charterfluggesellschaften im Vereinigten Königreich und im Nahen Osten eingesetzt. Meridian Air Maps, ein Unternehmen für Luftbildfotografie in Shoreham, setzte die Aerovan 4 mit dem Kennzeichen G-AISF ab Oktober 1955 für Luftaufnahmen ein. Am 29. April 1957 stürzte die Maschine kurz nach dem Start vom Manchester Airport ab und wurde zerstört. Bei dem Unfall starben die Pilotin Jean Bird und zwei Passagiere.
Die Royal New Zealand Air Force evaluierte zwei Aerovan 4 während der 1950er Jahre.
Die Israelischen Luftstreitkräfte kauften eine Aerovan im Juni 1948. Da die Maschine auf sehr kurzen Landebahnen landen konnte, wurde sie für Flüge zwischen Jerusalem und verschiedenen Siedlungen eingesetzt. Am 17. Juli 1948 musste das Flugzeug in der Nähe von Tel Aviv notlanden und wurde von Palästinensern zerstört.

## Versionen

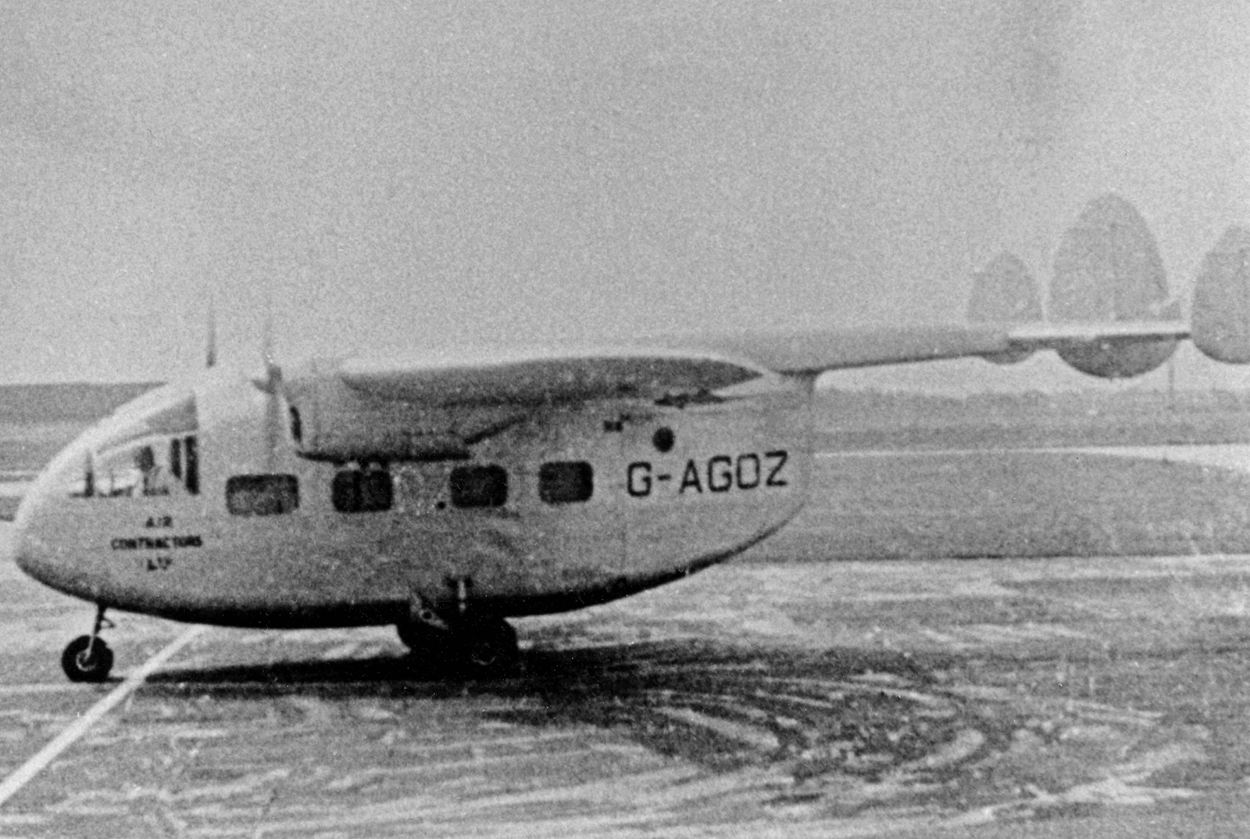
Prototype Aerovan 1 mit vier rechteckigen Fenstern auf jeder Seite

Aerovan 1
Erster Prototyp; Kennzeichen G-AGOZ; kürzerer Rumpf mit vier rechteckigen Fenstern auf jeder Seite; angetrieben von zwei Kolbenmotoren Blackburn Cirrus Major III mit 150 PS (110 kW)
Aerovan 2
Zweiter Prototyp; Kennzeichen G-AGWO; um 410 lb (186 kg) niedrigere Leermasse und einen 18 in (0,46 m) Rumpf mit fünf runden Fenstern; modifizierte Trimmung der äußeren Seitenruder
Aerovan 3
Serienmodell der Aerovan 2; von sieben gebauten Exemplaren wurden sechs im Vereinigten Königreich und eins in Belgien ausgeliefert
Aerovan 4
Aerovan 3 mit kleinen Verbesserungen und vier runden Fenstern auf jeder Seite; 43 Exemplare gebaut (inklusive eines ursprünglich als Aerovan 3 gebauten Exemplars); 40 davon wurden im Vereinigten Königreich registriert, zwei später zu einer Aerovan 5 und eins zur HDM.105 umgebaut; eine Maschine wurde in den Irak, zwei Maschinen an die Royal New Zealand Air Force geliefert
Aerovan 5
Angetrieben von zwei de Havilland Gipsy Major 10 mit je 145 PS (107 kW); ein Exemplare gebaut
Aerovan 6
Angetrieben von zwei Avco Lycoming O-435-A; ein Exemplar mit äußeren Seitenrudern einer verschrotteten Miles Boxcar gebaut
Hurel-Dubois Miles HDM.105
Gemeinsames Projekt von Miles Aircraft und der Société de construction des avions Hurel-Dubois; Tragflächen mit hoher Streckung von 20,5 und einer Spannweite von 75 ft (22,86 m) und somit fast der gleichen Flügelfläche wie die Vorgängermodelle; Erstflug am 31. März 1957; im Juni 1958 beschädigt und schließlich demontiert; eine weitere HDM.106 mit Triebwerken von Lycoming war geplant, wurde aber nie gebaut

## Betreiber

### Zivile Betreiber
aus: A. J. Jackson: British Civil Aircraft 1919–1959, vol 2. Putnam & Company Ltd, London 1960 (englisch).
 Angola
 Belgien
- Belgian Air Service

 Frankreich
- Compagnie générale de la télégraphie sans fil

 Irak
 Italien
- Societe Transporti Aerei Mediterranei

 Kenia
- Airwork

 Niederlande
 Neuseeland
 Spanien
- Aerotecnica
- Compañía Auxilar de Navegación Aérea

 Schweiz
 Türkei
- Turkish State Airlines
- Hurkus Hava Yollari

 Vereinigtes Königreich
- Air Contractors
- Airwork
- Arab Contracting and Trading Company
- Air Transport Charter
- British Nederland Airservices
- Channel Islands Air Freight
- Culliford Airlines
- East Anglian Flying Services
- Island Air Charters
- Kenning Aviation
- Lockwoods Flying Services
- Meridan Air Maps
- North Sea Air Transport
- North West Airlines
- Patrick-Duval Aviation
- Sivewright Airways
- Skyfreight
- Skytravel
- Ulster Aviation
- Universal Flying Services

### Militärische Betreiber
Israel
- Israelische Luftstreitkräfte

 Neuseeland
- Royal New Zealand Air Force

## Technische Daten
| Kenngröße             | Daten                                                                      |
| --------------------- | -------------------------------------------------------------------------- |
| Besatzung             | 2                                                                          |
| Passagiere            | 10                                                                         |
| Länge                 | 36 ft (10,97 m)                                                            |
| Spannweite            | 50 ft (15,2 m)                                                             |
| Höhe                  | 13,5 ft (4,11 m)                                                           |
| Flügelfläche          | 390 ft² (36,2 m²)                                                          |
| Flügelstreckung       | 6,4                                                                        |
| Leermasse             | 3.000 lb (1.361 kg)                                                        |
| max. Startmasse       | 5.800 lb (2.631 kg)                                                        |
| Reisegeschwindigkeit  | 97 kn (180 km/h)                                                           |
| Höchstgeschwindigkeit | 110 kn (204 km/h)                                                          |
| Dienstgipfelhöhe      | 13.250 ft (4.039 m)                                                        |
| Reichweite            | 350 NM (648 km)                                                            |
| Triebwerke            | 2 × Vierzylinderreihenmotor Blackburn Cirrus Major IIA mit 150 PS (110 kW) |